# 20044 Vitoux
20044 Vitoux è un asteroide della fascia principale. Scoperto nel 1993, presenta un'orbita caratterizzata da un semiasse maggiore pari a 2,5712201 UA e da un'eccentricità di 0,1025488, inclinata di 12,87216° rispetto all'eclittica.